# 宮田達夫
宮田 達夫（みやた たつお、1953年〈昭和28年〉9月19日 - ）は、日本の政治家。元茨城県常陸太田市長（1期）。

## 来歴
茨城県常陸太田市生まれ。茨城県立太田第一高等学校及び早稲田大学教育学部卒業。1976年、茨城県庁に入庁。県理事兼産業立地推進東京本部長などを歴任し、2014年4月、常陸太田市副市長に就任。
2021年5月9日告示、16日投票の常陸太田市長選挙に立候補し、無投票で初当選した。
2025年3月6日、5月18日に投開票の常陸太田市長選に立候補せず引退する意向を表明した。理由として、「健康上の理由」としている。